# Anastasia Ivanova
Pour les articles homonymes, voir Ivanov.
Anastasia Ivanova, née le 21 mars 1990, est une escrimeuse russe, spécialiste du fleuret.

## Palmarès
- Championnats du monde
  -  Médaille de bronze par équipes aux championnats du monde 2017 à Leipzig[1]

- Championnats d'Europe
  -  Médaille d'argent par équipes aux championnats d'Europe 2018 à Novi Sad[2]

- Jeux européens
  -  Médaille d'or par équipes aux Jeux européens de 2015 à Bakou[3]